# جانستون (کارولینای جنوبی)
جانستون(به انگلیسی: Johnston) شهری در ایالت کارولینای جنوبی کشور ایالات متحده آمریکا است که جمعیت آن در سرشماری سال ۲۰۱۰ میلادی، ۲٬۳۶۲ نفر بوده‌است.